# Loire 46

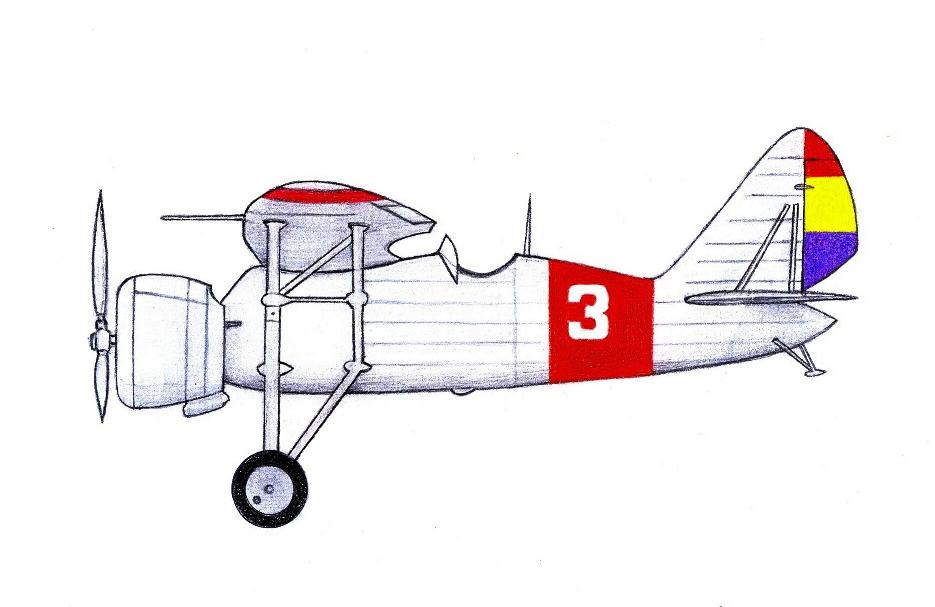

Il Loire 46 era un caccia monomotore con configurazione alare ad ala di gabbiano sviluppato dall'azienda aeronauticafrancese Loire Aviation, divisione aeronautica dei Ateliers et Chantiers de la Loire, nei primi anni trenta.
Utilizzato principalmente dall'Armée de l'air nel periodo interbellico venne impiegato in azioni belliche durante la guerra civile spagnola, in forza alla Fuerzas Aéreas de la República Española.

## Storia del progetto
La progettazione di un nuovo modello si rese necessaria per riuscire a porre rimedio alla ridotta visibilità del precedente Loire 45. Il prototipo, che assunse la designazione Loire 46, conservava solo l'aspetto generale del precedente modello ma raggruppava una serie di sostanziali modifiche progettuali. Per ovviare alla visibilità anteriore venne adottata un'ala che, pur mantenendo la configurazione ad ala di gabbiano, adottava una serie di modifiche strutturali e una più pronunciata V centrale. Inoltre, il motore fu spostato verso il basso, l'abitacolo verso la coda, la parte posteriore della fusoliera allungata e tutte le superfici dell'impennaggio coda maggiorate.
Il primo dei 5 prototipi realizzati fu portato in volo per la prima volta il 1º settembre 1934 con il motore radiale Gnome-Rhône 14Kcs capace di erogare una potenza di 880 CV (647 kW). Il successivo prototipo del febbraio 1935, dotato del più potente Gnome-Rhône 14Kfs da 930 CV (684 kW) che gli permetteva prestazioni e manovrabilità superiori alla media, riscosse il parere favorevole delle autorità militari e ottenne un primo ordine per la fornitura di 5 esemplari di preserie, al quale seguì un ordine di altri 60 velivoli.
Il primo esemplare di serie, il 46 C1, decollò nel febbraio 1936 inaugurando la fornitura all'Armée de l'air.

## Impiego operativo

### Francia
I primi esemplari vennero consegnati, a cominciare dall'6e Escadre, dall'agosto 1936 ai reparti da caccia dell'Armée de l'air, evadendo l'ordine nel successivo luglio 1937. Benché accolte con entusiasmo solo pochi anni prima, le prestazioni dei Loire 46 non furono ritenute sufficienti per i reparti di prima linea per cui furono riassegnati alle scuole di volo, tranne 3 Escadre, in cui rimasero operativi sino allo scoppio della seconda guerra mondiale.

### Spagna
Tra il 5 ed il 7 settembre 1936 i 5 esemplari di preserie del Loire 46 vennero ceduti alla Spagna repubblicana e, inquadrati nelle Fuerzas Aéreas de la República Española, vennero utilizzati durante la guerra civile spagnola.

## Versioni
Loire 46.01
prototipo del Loire 46.
Loire 46
versione caccia/addestratore monoposto.

## Utilizzatori
Francia
- Armée de l'air

 Spagna
- Fuerzas Aéreas de la República Española